# Olgastraße 5 (Ludwigsburg)
Die Villa Olgastraße 5 in Ludwigsburg ist ein denkmalgeschütztes Bauwerk aus dem Jahr 1910.

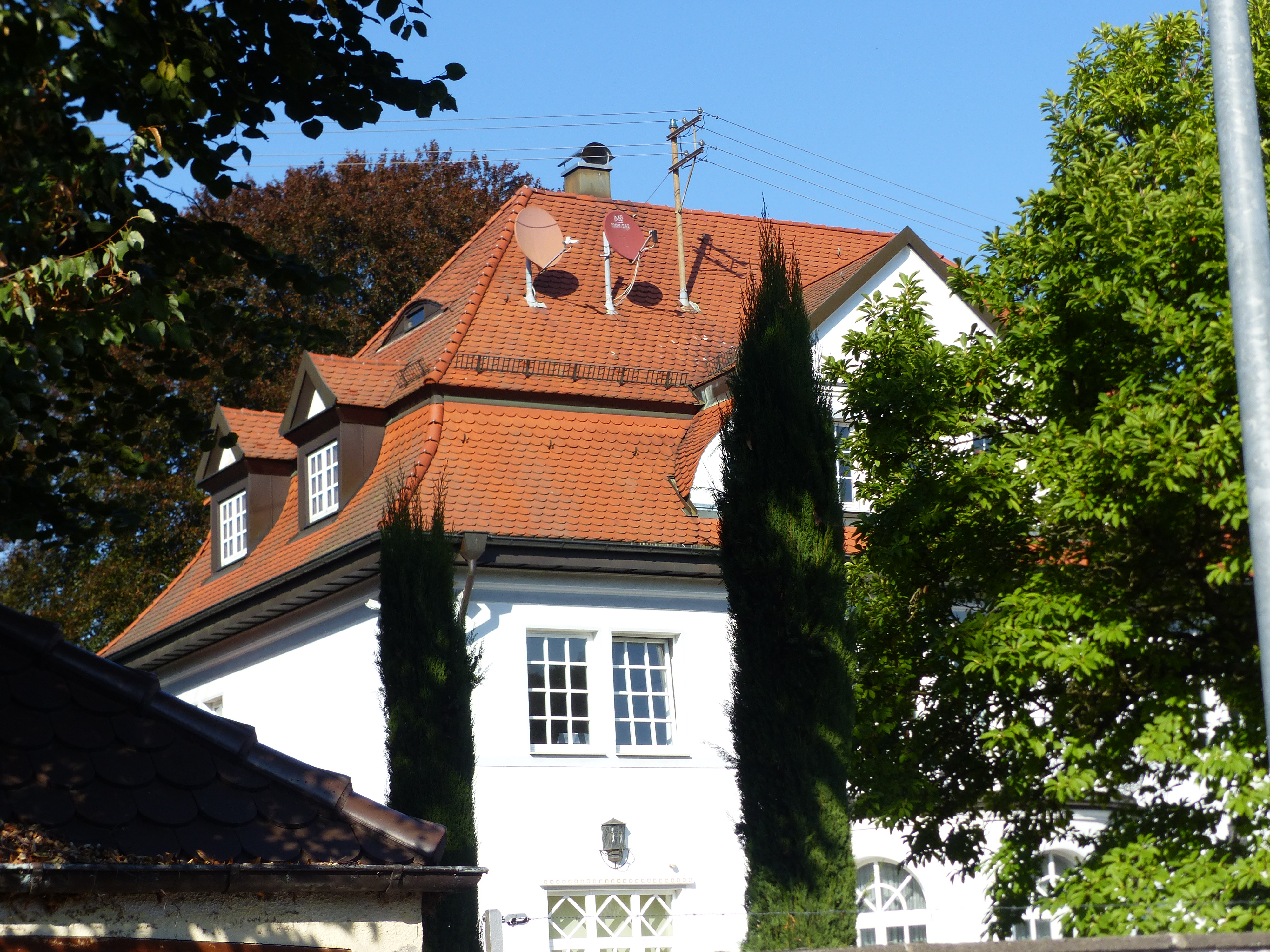
Ludwigsburg, Olgastraße 5, Villa

## Geschichte und Beschreibung
Die Villa wurde von Friedrich Haußer geplant; Bauherr war ein Offizier. Der Putzbau weist einen barocken Habitus auf. Auf der Westseite befindet sich ein Eingangsportal mit Säulenportikus aus Werkstein, zu dem eine halbrunde Treppe emporführt. Die Gartenfront weist einen gerundeten Vorbau auf, der einen Balkon trägt. Ein mittiger Zwerchgiebel betont die symmetrische Gestaltung dieser Seite des Gebäudes. Das Haus besitzt ein Mansardwalmdach.